# Ehingen (powiat Ansbach)
Ehingen – miejscowość i gmina w Niemczech, w kraju związkowym Bawaria, w rejencji Środkowa Frankonia, w regionie Westmittelfranken, w powiecie Ansbach, siedziba wspólnoty administracyjnej Hesselberg. Leży około 24 km na południe od Ansbachu.

## Dzielnice
W skład gminy wchodzą następujące dzielnice: 
- Ehingen
- Bergmühle
- Beyerberg
- Friedrichsthal
- Brunn
- Kaltenkreuth
- Hüttlingen
- Ehrenschwinden
- Lentersheim
- Klarhof
- Klarmühle
- Schwandmühle
- Kussenhof
- Dambach
- Hammerschmiede